# Marietta Ortega
Marietta Ortega Perrier (Santiago, Chile, 1954) es una antropóloga chilena, conocida por su dedicación al estudio de la cultura Chinchorro y su rol como Decana de la Facultad de Ciencias Sociales en la Universidad de Tarapacá. 
Ha contribuido significativamente al reconocimiento de los asentamientos de la Cultura Chinchorro como Patrimonio de la Humanidad por UNESCO.

## Biografía

### Primeros años y educación
Marietta Ortega nació en Santiago de Chile en 1954. Su padre se desempeñó como Subsecretario de Aviación durante el gobierno de Salvador Allende. Cursó parte de su enseñanza secundaria en el Liceo de Puerto Montt, ciudad en la que vivió por un tiempo. En 1972, inició sus estudios de Antropología en la Universidad de Chile.
Durante la dictadura militar, se vio obligada a posponer su tesis y trasladarse a Iquique, donde trabajó como antropóloga en el Museo Arqueológico R.P. Gustavo Le Paige de la Universidad del Norte (actual Universidad Católica del Norte). En ese contexto, realizó investigaciones etnográficas en el altiplano de Iquique.
A fines de la década de 1970, postuló a una beca del gobierno británico para estudios de posgrado. Por razones de necesidad académica, completó su tesis de título bajo la tutoría del profesor Alberto Medina. Y es asi que en 1981, obtuvo finalmente la beca para cursar un posgrado en la London School of Economics, donde obtuvo una maestría en Antropología Social.

### Carrera
Durante la década de 1980, Ortega retornó a Chile y, hacia c. 1992, ingresó a trabajar en el Museo Arqueológico San Miguel de Azapa de la Universidad de Tarapacá. Al año siguiente, en 1993, la Facultad de Historia de la misma universidad la contrató como profesora de Antropología.
Posteriormente, obtuvo una beca para realizar estudios doctorales en la Universidad Yale, aunque finalmente completó su doctorado en Antropología Social en la Universidad de Cambridge entre 1996 y 1999.
A partir del año 2000, inició su trabajo en gestión universitaria. En 2005, se creó la carrera de Antropología en la Universidad de Tarapacá, y Ortega fue una de las académicas responsables de su diseño e implementación. En 2011, asumió el cargo de vicerrectora de relaciones internacionales de la misma casa de estudios.
En 2012, asumió la dirección de la Oficina de Santiago de la Universidad de Tarapacá. Durante ese mismo periodo, integró el Comité de Selección de Becas Chile en la CONICYT, centrando su labor en las áreas de Historia, Antropología y Arqueología.
En 2019, fue elegida decana de la Facultad de Ciencias Sociales y Jurídicas de la Universidad de Tarapacá, cargo que ocupó hasta 2022. Durante su gestión, promovió la interdisciplinariedad y la incorporación de perspectivas de género en las ciencias sociales. En 2023, reasumió el cargo y se presentó para una nueva elección en 2025.
En mayo de 2020, fue nombrada miembro del Consejo de Política Exterior del Ministerio de Relaciones Exteriores de Chile. Un mes después, en junio de 2020, asumió la presidencia de la Corporación Chinchorro Mark'a, liderando los esfuerzos de protección y gestión de los asentamientos y momias de la cultura Chinchorro, contribuyendo a su reconocimiento como Patrimonio de la Humanidad por la UNESCO.
En 2022, tras el cambio de nombre de la facultad, fue reelegida como decana de la Facultad de Ciencias Sociales de la Universidad de Tarapacá, cargo que ejerció hasta 2025.

## Contribuciones
A lo largo de su trayectoria, Marietta Ortega se ha especializado en los estudios de género y etnicidad, con un enfoque particular en los pueblos andinos y las temáticas relacionadas con las comunidades indígenas y el desarrollo. Si bien su interés inicial en la investigación académica se centró en la migración chilota hacia la Patagonia, abordada desde una perspectiva local, con el tiempo su mirada se desplazó hacia el estudio de los pueblos andinos del norte de Chile.

### Cultura Chinchorro
Ortega ha tenido un rol destacado en la preservación y promoción de la cultura Chinchorro. Desde junio de 2020, se desempeña como presidenta de la Corporación Chinchorro Marka, institución que ha liderado los esfuerzos de articulación entre diversos actores del mundo académico, social y político, con el objetivo de obtener el reconocimiento de los asentamientos Chinchorro como Patrimonio de la Humanidad por parte de la Unesco. Este trabajo culminó con la declaración oficial en 2021. Desde entonces, la Corporación tiene la misión de desarrollar los modelos de gestión que permitirán proteger, conservar y administrar los sitios arqueológicos vinculados a esta ancestral cultura.

## Publicaciones
- Crate, Susan A.; Nuttall, Mark (16 de noviembre de 2023). «Whither the Winds of Change? Worldmaking Winds and Seasonal Disruptions in the Northern Chilean Andes».  En Crate, Susan, ed. Anthropology and Climate Change: From Transformations to Worldmaking (en inglés) (3 edición). Routledge. ISBN 978-1-003-24249-9. doi:10.4324/9781003242499. Consultado el 25 de febrero de 2024.
- Dransart, Penelope; Ortega Perrier, Marietta (2 de febrero de 2021). «When the Winds Run with the Earth: Cannibal Winds and Climate Disruption in Isluga, Northern Chile». Current Anthropology (en inglés) 62 (1): 101-109. ISSN 0011-3204. doi:10.1086/713083. Consultado el 25 de febrero de 2024.
- Ortega Perrier, Marietta (2016-06). «Andean metaphysical concepts and the role of imagery in catholic religious instruction». Diálogo andino (en inglés) (50): 167-180. ISSN 0719-2681. doi:10.4067/S0719-26812016000200013. Consultado el 25 de febrero de 2024.
- Ortega Perrier, Marietta (2001-07). «ESCATOLOGÍA ANDINA: METÁFORAS DEL ALMA». Chungará (Arica) (en inglés) 33 (2). ISSN 0717-7356. doi:10.4067/S0717-73562001000200010. Consultado el 25 de febrero de 2024.
- Perrier, Marietta Ortega (2006-01). «Chapter 3 The 1993 Indian Law and the Revival of Aymara Identity in North Chile». Global Bioethics (en inglés) 19 (1): 31-43. ISSN 1128-7462. doi:10.1080/11287462.2006.10800883. Consultado el 25 de febrero de 2024.